# Nadia Budde
Pour les articles homonymes, voir Budde.
Nadia Budde, née en 1967 à Berlin, est une graphiste allemande et illustratrice de livres pour enfants.

## Biographie
Nadia Budde a suivi des études de graphisme à l'académie des Beaux-Arts de Berlin, puis au Royal College of Art à Londres.
Son premier album illustré Un, deux, trois et toi, publié aux éditions Peter Hammer, a reçu le Prix allemand de littérature de jeunesse en 2000, et de nombreux autres prix. Choisis quelque chose mais dépêche-toi ! , publié chez L'Agrume, a reçu le prix Pépite BD en 2012 au salon du livre et de la presse jeunesse de Montreuil, le prix Max et Moritz de la meilleure bande dessinée, et reçu la « Mention » du Prix BolognaRagazzi, à la Foire du livre de jeunesse de Bologne en 2010, dans la catégorie Fiction.
En 2017 et 2018, aussi en 2022 et 2023, elle est sélectionnée pour le prestigieux prix suédois, le Prix commémoratif Astrid-Lindgren.
Elle vit avec sa famille à Berlin.

## Publications
- Eins, zwei, drei, Tier, Peter Hammer Verlag, Wuppertal 1999,  (ISBN 3-87294-827-X)
  - Un, deux, trois et toi, Paris, Éditions Être, 2004  (ISBN 978-28-44070-40-1)
- Trauriger Tiger toastet Tomaten : ein ABC Peter Hammer Verlag, Wuppertal 2000 [édition reliée]  (ISBN 978-3-872-94849-6) et 2006 [édition petite]  (ISBN 978-3-779-50071-1)
  -  Voyage en Abécédie, trad. d'Eugène, Paris, Autrement jeunesse, 2001  (ISBN 2-7467-0083-2) et 2008 [édition reliée]  (ISBN 978-2-746-70083-3)
- Kurz nach sechs kommt die Echs Peter Hammer Verlag, Wuppertal 2002,  (ISBN 3-87294-902-0)
  - Le rêve ambulant, Genève, La Joie de lire (maison d'édition), 2003  (ISBN 978-28-82582-41-6)
- Jens Soentgen (auteur), Nadia Budde (illustratrice): Selbstdenken! 20 Praktiken der Philosophie Peter Hammer Verlag, Wuppertal 2003,  (ISBN 3-87294-943-8)
- Flosse, Fell und Federbett Peter Hammer Verlag, Wuppertal 2004,  (ISBN 3-7795-0010-8)
- Nadia Budde (illustratrice) et Tom Eigenhufe (illustrateur): Gottes Pudel und Teufels Kern Seitenstraßen Verlag, Berlin 2005,  (ISBN 3-937088-03-2)
- Bruno Blume (auteur), Verena Ballhaus (illustratrice), Quint Buchholz (illustrateur), Nadia Budde (illustratrice), Jacky Gleich (illustrateur), Susanne Janssen (illustratrice): Wer liest, ist Hinstorff Verlag, Rostock 2006,  (ISBN 3-356-01129-4)
- Such dir was aus, aber beeil dich! : Kindsein in zehn Kapiteln / gezeichnet und aufgeschrieben von Nadia Budde S. Fischer, Frankfurt am Main 2009,  (ISBN 978-3-596-85321-2)
  - Choisis quelque chose, mais dépêche-toi !: Souvenirs d'enfance de Berlin-Est en dix chapitres, Paris, L'Agrume, 2012  (ISBN 979-10-90743-01-4)
- Unheimliche Begegnungen auf Quittenquart Peter Hammer Verlag, Wuppertal 2010,  (ISBN 978-3-7795-0294-4)
- Großstadttiere Jacoby & Stuart, Berlin 2013,  (ISBN 978-3-941087-85-9)
  - Les animaux des villes, Paris, L'Agrume, 2014  (ISBN 979-10-90743-19-9)
- Und außerdem sind Borsten schön! Peter Hammer Verlag, Wuppertal 2013,  (ISBN 978-3-7795-0433-7)
  - Les piquants c'est élégant, Paris, L'Agrume, 2015  (ISBN 979-10-90743-38-0)
- Durch & Durch. Heft 45 der Reihe Die Tollen Hefte, Édition Büchergilde, Frankfurt am Main 2016,  (ISBN 978-3-86406-065-6)
- Vor meiner Tür auf einer Matte Peter Hammer Verlag, Wuppertal 2016,  (ISBN 978-3-779-50539-6)
  - Un gros rat dans ma maison, trad. d'Élisabeth Willenz, Paris, l'Agrume, 2017  (ISBN 979-1-090-74360-1)
- Borsten, Bart und Beckenrand: Die Trilogie in einem Band, Peter Hammer Verlag, Wuppertal 2016,  (ISBN 978-3-779-50554-9)
  - On est tous un peu dingo, trad. d'Élisabeth Willenz, Paris, l'Agrume, 2018  (ISBN 979-1-090-74358-8)
- Eins Zwei Drei Vampir, Peter Hammer Verlag, Wuppertal 2018,  (ISBN 978-3-779-50585-3)
- Krake beim Schneider: Tierische Zweiteiler, Peter Hammer Verlag, Wuppertal 2019,  (ISBN 978-3-779-50605-8)
- Letzte Runde Geisterstunde, Verlag Antje Kunstmann, München 2020,  (ISBN 978-3-95614-363-2)
- Eins Zwei Drei Rentier, Peter Hammer Verlag, Wuppertal 2021,  (ISBN 978-3-779-50668-3)
- Hundeblick Berlin, Ansichten einer Schnauze, Reprodukt, Berlin 2022,  (ISBN 978-3-956-40285-2)

## Prix et distinctions
- 2000 : Deutscher Jugendliteraturpreis (Prix allemand de la littérature pour la jeunesse), catégorie Livre illustré, pour Eins zwei drei Tier
- 2010 :  « Mention » Fiction, Prix BolognaRagazzi[1], Foire du livre de jeunesse de Bologne  pour  Choisis quelque chose, mais dépêche-toi
- 2010 : Prix Max et Moritz pour la meilleure BD pour enfants pour Choisis quelque chose, mais dépêche-toi [3]
- 2010 : Gustav-Heinemann-Friedenspreis pour la BD pour enfants pour Choisis quelque chose, mais dépêche-toi
- 2010 : Deutscher Jugendliteraturpreis (prix de littérature de jeunesse allemande) pour Choisis quelque chose, mais dépêche-toi
- 2012 : Pépite BD au salon du livre et de la presse jeunesse de Montreuil pour Choisis quelque chose, mais dépêche-toi !
- 2017, 2018, 2022 et 2023 :  Sélection pour le Prix commémoratif Astrid-Lindgren[2]